# 貊炙
貊炙（韓語：맥적），古代燒烤肉類食用的方法，源自貉族，為今韓國烤肉的前身。

## 概論
貊炙的記載可以追溯到東漢，由外族傳至中國，將動物全體燒烤後，再用刀切片來食用，清朝王先謙認為類似於現代的燒豬。
韓國崔南善在《故事通》一書中認為貊炙起源於高句麗，將肉類串燒後燒烤，是韓國烤肉的前身。